# Starburst Accelerator
Starburst Accelerator é a primeira incubadora  global de empresas dedicada a novas empresas na indústria aeroespacial.

## Descrição
Starburst Accelerator é fundada em 2012 em Paris por francês François Chopard, um engenheiro École Supérieure d'Electricité (Supélec) que trabalhou para várias empresas de consultoria estratégica. O objetivo do acelerador é criar links entre novas empresas e jogadores de todo o mundo neste setor. Accelerator trabalha com a Airbus, Boeing, Administração Nacional da Aeronáutica e Espaço (NASA) e Centro Nacional de Estudos Espaciais (CNES), General Electric, Raytheon, Safran, Thales e BAE Systems, companhias aéreas como a Air France e Lufthansa e fundos de investimento.
Comparado com BizLab, a incubadora de empresas, que é uma estrutura interna na fabricante de aeronaves Airbus, Starburst é baseado em um modelo aberto. Para participar nos comités de selecção de novas empresas candidatos, os principais grupos de parceiros pagar uma taxa anual de 100.000 a 250.000 dólares. A comissão de seleção, composta por investidores e parceiros são realizados regularmente em Paris, Los Angeles, Rio de Janeiro, Munique, Montreal ou Cingapura, para avaliar as soluções de tecnologia de inicialização e sua integração com o Startbust Accelerator. Desde a sua criação, mais de cem startups se beneficiaram de seu programa de incubação.